# UEFA U-19欧州選手権2010
UEFA U-19欧州選手権2010（英: UEFA European Under-19 Championship）は、フランスで開催された第9回目のUEFA U-19欧州選手権であり、翌年行われる2011 FIFA U-20ワールドカップの予選も兼ねる。優勝は開催国であるフランス。

## 予選
本大会出場をかけての予選は2つ行われる。
- 予選ラウンド – 2009年9月1日 – 11月30日
- エリートラウンド – 2010年3月1日 – 5月31日

本大会出場チーム
- オーストリア
- クロアチア
- イングランド
- フランス (開催国)
- イタリア
- オランダ
- ポルトガル
- スペイン[1]

## グループステージ
各グループの上位2チームが決勝トーナメントに進出する。また各グループ上位3チームは、翌年行われる2011 FIFA U-20ワールドカップへの出場権を得る。

### グループA
| チーム       | 試 | 勝 | 分 | 敗 | 得 | 失 | 差 | 点 |
| ------------ | -- | -- | -- | -- | -- | -- | -- | -- |
| フランス     | 3  | 2  | 1  | 0  | 10 | 2  | +8 | 7  |
| イングランド | 3  | 1  | 1  | 1  | 4  | 4  | 0  | 4  |
| オーストリア | 3  | 1  | 0  | 2  | 3  | 8  | −5 | 3  |
| オランダ     | 3  | 1  | 0  | 2  | 2  | 5  | −3 | 3  |

| 2010年7月18日 18:00 (UTC+1) |

| オーストリア                  | 2 – 3    | イングランド                        |
| アラバ 52分 · トラウナー 74分 | リポート | ノーブル 14分, 29分 · クルーズ 55分 |

| スタッド・ドゥ・アゼ, フレール 観客数: 2,111 主審: マルクス・ストレムベルグソン |

| 2010年7月18日 20:00 (UTC+1) |

| フランス                                                                 | 4 – 1    | オランダ      |
| カクタ 20分 · バカンブ 37分, 90+3分 · マルティンス・インディ 84分 (o.g.) | リポート | カブラル 55分 |

| スタッド・ミシェル・ドルナノ、カーン 観客数: 11,047 主審: ウラディスラフ・ベズボロドフ |

| 2010年7月21日 18:00 (UTC+1) |

| フランス                                                | 5 – 0    | オーストリア |
| グリーズマン 73分 · ラカゼット 66分, 83分 · レアル 80分 | リポート |              |

| スタッド・ドゥ・アゼ、フレール 観客数: 4,377 主審: アラン・ブラック |

| 2010年7月21日 18:00 (UTC+1) |

| オランダ       | 1 – 0    | イングランド |
| ベルハイス 6分 | リポート |              |

| スタッド・アンリ・ジャンヌ、バイユー 観客数: 2,113 主審: ゲディミナス・マゼイカ |

| 2010年7月24日 18:00 (UTC+1) |

| イングランド        | 1 – 1    | フランス        |
| フィリップス 90+3分 | リポート | タフェール 56分 |

| スタッド・ルイ・ヴィルメール、サン＝ロー 観客数: 4,620 主審: ステファン・ステューダー |

| 2010年7月24日 18:00 (UTC+1) |

| オランダ | 0 – 1    | オーストリア           |
|          | リポート | ジュリチン 87分 (pen.) |

| スタッド・ミシェル・ファレ、モンドヴィル 観客数: 1,391 主審: マテイ・ユグ |

### グループB
| チーム     | 試 | 勝 | 分 | 敗 | 得 | 失 | 差 | 点 |
| ---------- | -- | -- | -- | -- | -- | -- | -- | -- |
| スペイン   | 3  | 3  | 0  | 0  | 7  | 2  | +5 | 9  |
| クロアチア | 3  | 1  | 1  | 1  | 6  | 2  | +4 | 4  |
| ポルトガル | 3  | 1  | 0  | 2  | 3  | 7  | −4 | 3  |
| イタリア   | 3  | 0  | 1  | 2  | 0  | 5  | −5 | 1  |

| 2010年7月18日 16:00 (UTC+1) |

| クロアチア                  | 1 – 2    | スペイン                      |
| アンドリヤシェヴィッチ 42分 | リポート | ティアゴ 53分 · ロドリゴ 64分 |

| スタッド・アンリ・ジャンヌ、バイユー 観客数: 1,339 主審: アラン・ブラック |

| 2010年7月18日 16:00 (UTC+1) |

| イタリア | 0 – 2    | ポルトガル                                  |
|          | リポート | N. オリヴェイラ 51分 · S. オリヴェイラ 63分 |

| スタッド・ミシェル・ファレ、モンドヴィル 観客数: 1,580 主審: ゲディミナス・マゼイカ |

| 2010年7月21日 15:00 (UTC+1) |

| スペイン            | 2 – 1    | ポルトガル  |
| パチェコ 12分, 88分 | リポート | ピント 78分 |

| スタッド・ルイ・ヴィルメール、サン＝ロー 観客数: 2,961 主審: マテイ・ユグ |

| 2010年7月21日 16:00 (UTC+1) |

| クロアチア | 0 – 0    | イタリア |
|            | リポート |          |

| スタッド・ミシェル・ファレ、モンドヴィル 観客数: 1,448 主審: ステファン・ステューダー |

| 2010年7月24日 16:00 (UTC+1) |

| ポルトガル | 0 – 5    | クロアチア                                                                |
|            | リポート | アンドリヤシェヴィッチ 19分 · パミッチ 25分, 37分, 69分 · オゾビッチ 67分 |

| スタッド・アンリ・ジャンヌ、バイユー 観客数: 1,589 主審: マルクス・ストレムベルグソン |

| 2010年7月24日 16:00 (UTC+1) |

| スペイン                                               | 3 – 0    | イタリア |
| ロチーナ 16分 · パチェコ 23分 · カルベンテ 57分 (pen.) | リポート |          |

| スタッド・ドゥ・アゼ、フレール 観客数: 2,516 主審: ウラディスラフ・ベズボロドフ |

## 決勝トーナメント

### トーナメント表
|  | 準決勝               | 準決勝   |                  |  | 決勝 | 決勝 |
|  |                      |          |                  |  |      |      |
|  | 7月27日 – サン＝ロー |          |                  |  |      |      |
|  | スペイン             | 3        |                  |  |      |      |
|  | イングランド         | 1        |                  |  |      |      |
|  |                      |          | 7月30日 – カーン |  |      |      |
|  | スペイン             | 1        |                  |  |      |      |
|  |                      | フランス | 2                |  |      |      |
|  | 7月27日 – カーン     |          |                  |  |      |      |
|  | フランス             | 2        |                  |  |      |      |
|  | クロアチア           | 1        |                  |  |      |      |

### 準決勝
| 2010年7月27日 16:00 (UTC+1) |

| スペイン                                  | 3 – 1    | イングランド    |
| パチェコ 12分 · ケコ 34分 · カナレス 57分 | リポート | ボストック 37分 |

| スタッド・ルイ・ヴィルメール、サン＝ロー 観客数: 3,538 主審: マルクス・ストレムベルグソン |

| 2010年7月27日 19:00 (UTC+1) |

| フランス                    | 2 – 1    | クロアチア |
| カクタ 37分 · バカンブ 83分 | リポート | アデミ 4分 |

| スタッド・ミシェル・ドルナノ、カーン 観客数: 9,095 主審: ウラディスラフ・ベズボロドフ |

### 決勝
| 2010年7月30日 19:00 (UTC+1) |

| スペイン      | 1 – 2    | フランス                    |
| ロドリゴ 18分 | リポート | スヌ 49分 · ラカゼット 85分 |

| スタッド・ミシェル・ドルナノ、カーン 観客数: 20,188 主審: ステファン・ステューダー |

| UEFA U-19欧州選手権2010   |
| ------------------------- |
| · フランス · 5年ぶり7回目 |

## 2011 FIFA U-20ワールドカップ出場国
- フランス
- スペイン
- クロアチア
- イングランド
- オーストリア
- ポルトガル